# Stade du Centenaire Ville de Quilmes
 (avril 2025).
Si vous disposez d'ouvrages ou d'articles de référence ou si vous connaissez des sites web de qualité traitant du thème abordé ici, merci de compléter l'article en donnant les références utiles à sa vérifiabilité et en les liant à la section « Notes et références ».
L'Estadio Centenario Ciudad de Quilmes est un stade de football inauguré en 1995 et situé à Quilmes, dans la province de Buenos Aires en Argentine. 
Il accueille les matchs à domicile du Quilmes AC, évoluant en première division.